# Bierhalle
Bierhalle – sieć restauracji w Polsce założona w 2005 roku.

## Opis
Restauracje Bierhalle należą do przedsiębiorstwa QLT Restaurant & Bar Sp. z o.o., którego założycielami są Jerzy Becz – związany wcześniej ze spółką AmRest, która wprowadziła do Polski sieć KFC – oraz Roman Gościk, specjalista rynku nieruchomości. W 2005 r. w warszawskim centrum handlowym Arkadia otworzyli restaurację Luizjana serwującą kuchnię typową dla południowych stanów USA. W tym samym czasie w Arkadii ruszyło pierwsze Bierhalle. Pomysł, aby prowadzić restaurację warzącą własne piwa podpatrzyli w Niemczech. Stamtąd pochodzą także sprzęt do warzenia piwa oraz receptury, z których korzystają.
Bierhalle rozwijało się tak szybko, że zrezygnowali z Luizjany i skupili się na otwieraniu kolejnych restauracji piwnych. Wkrótce ruszyły trzy kolejne lokale, a do Becza i Gościka dołączył inwestor finansowy, Peter Unger – niemiecki przedsiębiorca branży motoryzacyjnej. W czerwcu 2018 roku nastąpiły zmiany właścicielskie.
Lokale Bierhalle stylizowane są na niemieckie piwiarnie. Znajdują się w galeriach handlowych lub przy reprezentacyjnych ulicach i placach dużych miast Polski.
W ramach sieci Bierhalle działa w Polsce 5 browarów restauracyjnych, które zaopatrują także  firmowe restauracje w niepasteryzowane i niefiltrowane piwo. Browary Bierhalle cechują się unikatowymi warzelniami. Kotły warzelne i kadzie filtracyjne wykonane są ze szkła borokrzemowego. Dzięki zastosowaniu tej techniki możliwe jest obserwowanie z zewnątrz całego procesu warzenia piwa.

## Lokale Bierhalle
Browary restauracyjne
- Bierhalle Silesia City Center – Katowice
- Bierhalle Westfield Arkadia – Warszawa
- Bierhalle Browar  – Lublin
- Bierhalle Focus Mall – Bydgoszcz

Restauracje
- Bierhalle Rynek Wrocław – Wrocław
- Bierhalle Esplanada − Łódź
- Bierhalle Mały Rynek – Kraków
- Bierhalle Galeria Północna – Warszawa
- Bierhalle Silesia City Center - Katowice
- Bierhalle Focus Mall – Bydgoszcz

## Marki piwa Bierhalle
Pils
- Bierhalle Pils

Altbier
- Bierhalle Altbier

Bock
- Bierhalle Koźlak
- Bierhalle Koźlak Majowy

Piwo ciemne
- Bierhalle Dunkel

Piwo marcowe
- Bierhalle Marcowe

Piwo pszeniczne
- Bierhalle Pszeniczne – Weizen
- Bierhalle Pszeniczne Ciemne

## Nagrody i wyróżnienia
- 2010 – Tytuł Restauracyjne Piwo Roku przyznany przez Bractwo Piwne dla piwa Weizen z Bierhalle Warszawa[1]
- 2008 – Bierhalle Łódź Mikrobrowar Roku 2007.